# Celama hampsoni
Celama hampsoni är en fjärilsart som beskrevs av Kirby 1892. Celama hampsoni ingår i släktet Celama och familjen trågspinnare. Inga underarter finns listade i Catalogue of Life.